# Little Mike and the Sweet Soul Music Band
Little Mike and the Sweet Soul Music Band var en svensk supergrupp verksam från 1983 till 1986.

## Bandets tillkomst
Under uppsättningen av musikalen Spök som gick fyra säsonger på Maximteatern i Stockholm från oktober 1981 föddes idén om att bilda ett soulband. Vid de soundchecks som alltid gjordes innan föreställning började musikerna efter en tid att alltmer spela gamla soulhits, detta för att det helt enkelt var roligt. I orkestern fanns bland andra Anders Berglund som också var kapellmästare, Mike Watson, Åke Sundqvist och Lasse Wellander. Mia Lindgren var med i föreställningen som skådespelerska/sångerska. Tanken på att faktiskt bilda ett band tog allt fastare form. Mike Watson, som i Sverige dittills mest varit känd som basist, axlade rollen som frontman. 
Det ena gav det andra, kompisar/kollegor som tyckte att det var ett roligt projekt anslöt och plötsligt hade man ett hobbyband bestående av tolv professionella musiker/sångare. Repetitionerna skedde på Maximteatern. En enstaka spelning var inplanerad på nattklubben Atlantic (nuvarande Wallmans salonger) i Stockholm. Inför denna tillfrågades Claes "Clabbe" af Geijerstam om han vill sköta ljudet. Clabbe sa nej till detta, han ville hellre vara med på scen och spela gitarr. Så blev det, man blev ett 13-mannaband och Clabbe kom att bli en av de mest drivande i projektet, vid sidan av Mike Watson och Anders Berglund.
Vid någon repetition kunde inte Åke Sundqvist närvara. Peter Milefors vikarierade för honom vilket så småningom resulterade i att man valde att ha två trumslagare, något som blev en viktig del av bandets karaktär och styrka. Stilenlig klädsel och koreografi ansågs också som viktiga faktorer förutom musiken, Lars-Åke "Babsan" Vilhelmsson designade kläderna och Beatrice Järås hjälpte till med koreografin. Bandets namn bestämdes till Little Mike and the Sweet Soul Music Band. Namnet var inspirerat av Arthur Conley's hit Sweet Soul Music som också blev något av bandets signaturlåt.

## Medlemmar
The Power Packet:
- "Little Mike" Watson - sång, bas
- Claes af Geijerstam - gitarr
- Lasse Wellander - gitarr, bas på vissa låtar
- Anders Berglund - orgel, sång
- Åke Sundqvist - trummor
- Peter Milefors - trummor

The Horny Horns:
- Urban Agnas - trumpet
- Leif Lindvall - trumpet
- Nils Landgren - trombon, sång
- Johan Stengård - saxofon

The Mikettes:
- Sharon Dyall - sång
- Anna-Lotta Larsson - sång
- Mia Lindgren - sång

## Karriär
Little Mike and the Sweet Soul Music Band gjorde sin första planerade spelning (som då var tänkt att bli den enda) på Atlantic i början av 1983. Göran Appelkvist, dåvarande chef för Börsen (tidigare och även senare Hamburger Börs) i Stockholm, var på plats och erbjöd på stående fot bandet att spela en period på Börsen. Därmed var karriären igång. Strax efter detta gjorde man ett TV-program med Alexandra Charles som hette ”Kvällen är din”. I augusti 1983 showade man under tre veckor på Börsen och släppte i samband med detta debutsingeln Sweet Soul Music, och därefter påbörjades arbetet med det första albumet Get on up . Man framträdde under hösten i TV-programmet ”Måndagsbörsen” och på nyårsafton spelade man återigen på Börsen.  
Tidigt under 1984 gjorde bandet en heltimmes TV-show och senare på våren åkte man på sin första turné. Under hösten 1984 och fram till sommaren 1985 medverkade större delen av bandet i  ”c/o Ansgar Winsch”, Björn Skifs andra show på Börsen. Detta gjorde att bandets egen verksamhet under perioden hamnade lite på undantag. Under hösten 1985 spelade man in sitt andra album Let’s do it . Låten Dance across the floor blev en hit I Sydeuropa och bandet fick bland annat erbjudande om att medverka på San Remo-festivalen. Bandet framträdde under våren 1986 i TV-programmet ”Razzel” och spelade under tre veckor på Restaurang Karlsson. Man spelade också på Drottningholms slott när kung Carl XVI Gustaf fyllde 40 år i april 1986. Spelningen började först inpå småtimmarna när TV-kamerorna hade stängts av. Bland alla prominenta gäster fanns bl.a. Diana Ross som stod längst fram i publiken under spelningen. Under hösten 1986 åkte man återigen på turné. 
Från mitten av november till början av december 1986 spelade bandet åter på Restaurang Karlsson. Den 5 december gjorde man där sin sista spelning tillsammans. Största anledningen till bandets upplösning var att det blivit allt svårare att samla ihop det tretton personer starka gänget. Alla hade övriga engagemang och åtaganden på andra håll och flera av medlemmarna hade egna solokarriärer. Under tiden bandet verkade släpptes sju soloutgåvor med olika medlemmar. Spelningen spelades in och sändes parallellt i SVT och Radio Stockholm på nyårsafton. Anledningen till samsändningen var att man på den tiden inte kunde sända stereoljud i TV.

## Medlemsbyten
Åke Sundqvist slutade i bandet 1984 på grund av andra åtaganden och ersattes av Klas Anderhell. 
Under den första turnén 1984 medverkade Chino Mariano istället för Lasse Wellander som just då hade fullt upp som nybliven tvillingpappa. 
Urban Agnas satsade efter en tid på en klassisk karriär och ersattes av Magnus Johansson. Han medverkade dock på den sista spelningen på Restaurang Karlsson då bandet ställde upp med en tre man stark trumpetsektion. Urban blev senare (2002) professor i trumpet vid musikhögskolan i Köln.

## Diskografi
Claes af Geijerstam organiserade mycket av det praktiska runt skivinspelningarna. Anders Berglund och Mike Watson skrev det mesta av arrangemangen, även om hela bandet medverkade i processen och tillförde sitt kunnande och tyckande. Clabbe och det övriga bandet stod gemensamt som producenter för skivutgåvorna.
Album:
- 1983 - Get On Up![3] (Frituna)
- 1986 - Let's Do It![4] (Frituna)

Singlar:
- 1983 - Sweet Soul Music / Soul Finger[2] (Frituna, Carnaby, EMI, Dureco Benelux)
- 1983 - Soul Shake / We're Both In Love / Feel The Need[7] (Frituna)
- 1983 - Soul Sister, Brown Sugar / Get On Up! / Guilty[8] (Frituna)
- 1985 - Dance Across The Floor[5] (Frituna, Polydor, Ariola, Carosello)
- 1986 - Don't Knock My Love / Be For Real / It Takes Two[9] (Frituna)
- 1986 - What Becomes of the Broken-Hearted / Who's Making Love[10] (Frituna)